# Сейтумеров Сейтумер Шукрійович
Сейтумер Шукрійович Сейтумеров (нар. 28 червня 1988, с. Чархін, Самаркандська область, Узбецька РСР) — кримськотатарський громадський активіст, якого переслідує окупаційна влада Криму.

## Життєпис
Сім'я Сейтумерових переїхала до Криму в м. Бахчисарай у 1989 році. У 2004 році Сейтумер закінчив школу і поступив до Таврійський національний університет на історичний факультет в місті Сімферополь. У 2010 році Сейтумер закінчив навчання в університеті і повернувся в Бахчисарай, де працював в етно-кафе «Салачик». Через закриття кафе (за рішенням суду, після арешту власника — ресторатора Марлена (Сулеймана) Асанова у 2017 році) втратив роботу. З 2018 року працював на будівництві муляром, в літній період проводив туристичні екскурсії в Бахчисараї.
Після початку окупації, Сейтумер почав займатися громадським громадською діяльністю — відвідував судові засідання в Криму і в Ростові-на-Дону у політично мотивованих справах проти кримських татар, організовував дитячі свята в рамках ініціативи «Кримська солідарність».

## Кримінальне переслідування
11 березня 2020 року співробітники ФСБ провели масові обшуки в Бахчисараї і Бахчисарайському районі. В родині Сейтумерових обшуки проходили у братів Сейтумера та Османа Сейтумерових, а також їхнього дядька Рустема Сейтмеметова. Всі вони були затримані того ж дня. 12 березня де-факто Київський районний суд Сімферополя обрав їм запобіжний захід у вигляді тримання під вартою у зв'язку з підозрою в участі в забороненій в Російській Федерації політичній організації Хізб ут-Тахрір (ч. 2 ст. 205.5 КК РФ «Участь в діяльності терористичної організації»). Активістам загрожує покарання у вигляді позбавлення волі строком до 20 років.

## Сім'я
Дружина; син — Сулейман (2020 року народження).